# Okresní soud v Hodoníně
Okresní soud v Hodoníně je okresní soud se sídlem v Hodoníně, jehož odvolacím soudem je Krajský soud v Brně. Rozhoduje jako soud prvního stupně ve všech trestních a civilních věcech, ledaže jde o specializovanou agendu (nejzávažnější trestné činy, insolvenční řízení, spory ve věcech obchodních korporací, hospodářské soutěže, duševního vlastnictví apod.), která je svěřena krajskému soudu.
Soud se nachází v historické budově ve Velkomoravské ulici, odloučené pracoviště s bezbariérovým přístupem (pro věci občanskoprávní a opatrovnické) má v Sadové ulici.

## Soudní obvod
Obvod Okresního soudu v Hodoníně se zcela neshoduje s okresem Hodonín, patří do něj území jen těchto obcí:
Archlebov •
Blatnice pod Svatým Antonínkem •
Blatnička •
Bukovany •
Bzenec •
Čejč •
Čejkovice •
Čeložnice •
Dambořice •
Dolní Bojanovice •
Domanín •
Dražůvky •
Dubňany •
Hodonín •
Hovorany •
Hroznová Lhota •
Hrubá Vrbka •
Hýsly •
Javorník •
Ježov •
Josefov •
Karlín •
Kelčany •
Kněždub •
Kostelec •
Kozojídky •
Kuželov •
Kyjov •
Labuty •
Lipov •
Louka •
Lovčice •
Lužice •
Malá Vrbka •
Mikulčice •
Milotice •
Moravany •
Moravský Písek •
Mutěnice •
Násedlovice •
Nechvalín •
Nenkovice •
Nová Lhota •
Nový Poddvorov •
Ostrovánky •
Petrov •
Prušánky •
Radějov •
Ratíškovice •
Rohatec •
Skalka •
Skoronice •
Sobůlky •
Starý Poddvorov •
Stavěšice •
Strážnice •
Strážovice •
Sudoměřice •
Suchov •
Svatobořice-Mistřín •
Syrovín •
Šardice •
Tasov •
Těmice •
Terezín •
Tvarožná Lhota •
Uhřice •
Vacenovice •
Velká nad Veličkou •
Veselí nad Moravou •
Věteřov •
Vlkoš •
Vnorovy •
Vracov •
Vřesovice •
Žádovice •
Žarošice •
Ždánice •
Želetice •
Žeravice •
Žeraviny